# Bun Cook
Frederick Joseph "Bun" Cook, född 18 september 1903 i Kingston, Ontario, död 19 mars 1988 i Kingston, Ontario var en kanadensisk professionell ishockeyspelare och ishockeytränare. Bun Cook spelade 10 säsonger i NHL för New York Rangers samt en säsong med Boston Bruins. Cook var med och vann två Stanley Cup med New York Rangers, säsongerna 1927–28 och 1932–33.
I New York Rangers spelade Cook i en framgångsrik kedja kallad "Bread Line" tillsammans med centern Frank Boucher och högerforwarden tillika äldre brodern Bill Cook.
Efter spelarkarriären var Bun Cook under många år tränare för Providence Reds och Cleveland Barons i American Hockey League, och han valdes in i AHL Hall of Fame år 2007. Redan 1995 hade han postumt valts in i Hockey Hall of Fame.

## Statistik

### Spelare
| 1921–22    | Sault Ste. Marie Greyhounds | NOHA       | 3   | 2   | 1   | 3   | 2   | —  | —  | — | —  | —  |
| 1922–23    | Sault Ste. Marie Greyhounds | NOHA       | 8   | 2   | 3   | 5   | 10  | 2  | 0  | 2 | 2  | 0  |
|            |                             | Allan Cup  | —   | —   | —   | —   | —   | 3  | 2  | 0 | 2  | 4  |
| 1923–24    | Sault Ste. Marie Greyhounds | NOHA       | 8   | 3   | 3   | 6   | 10  | 7  | 1  | 0 | 1  | 8  |
| 1924–25    | Saskatoon Crescents         | WCHL       | 28  | 18  | 3   | 21  | 48  | 2  | 0  | 1 | 1  | 0  |
| 1925–26    | Saskatoon Sheiks            | WHL        | 30  | 9   | 5   | 14  | 20  | 2  | 0  | 0 | 0  | 0  |
| 1926–27    | New York Rangers            | NHL        | 44  | 14  | 9   | 23  | 42  | 2  | 0  | 0 | 0  | 6  |
| 1927–28    | New York Rangers            | NHL        | 44  | 14  | 14  | 28  | 45  | 9  | 2  | 1 | 3  | 10 |
| 1928–29    | New York Rangers            | NHL        | 43  | 13  | 5   | 18  | 70  | 6  | 1  | 0 | 1  | 12 |
| 1929–30    | New York Rangers            | NHL        | 43  | 24  | 18  | 42  | 55  | 4  | 2  | 0 | 2  | 2  |
| 1930–31    | New York Rangers            | NHL        | 44  | 18  | 17  | 35  | 72  | 4  | 0  | 0 | 0  | 2  |
| 1931–32    | New York Rangers            | NHL        | 45  | 14  | 20  | 34  | 43  | 7  | 6  | 2 | 8  | 12 |
| 1932–33    | New York Rangers            | NHL        | 48  | 22  | 15  | 37  | 35  | 8  | 2  | 0 | 2  | 4  |
| 1933–34    | New York Rangers            | NHL        | 48  | 18  | 15  | 33  | 36  | 2  | 0  | 0 | 0  | 2  |
| 1934–35    | New York Rangers            | NHL        | 48  | 13  | 21  | 34  | 26  | 4  | 2  | 0 | 2  | 0  |
| 1935–36    | New York Rangers            | NHL        | 26  | 4   | 5   | 9   | 12  | —  | —  | — | —  | —  |
| 1936–37    | Boston Bruins               | NHL        | 40  | 4   | 5   | 9   | 8   | —  | —  | — | —  | —  |
| 1937–38    | Providence Reds             | IAHL       | 19  | 0   | 1   | 1   | 14  | —  | —  | — | —  | —  |
| 1938–39    | Providence Reds             | IAHL       | 11  | 1   | 3   | 4   | 4   | —  | —  | — | —  | —  |
| 1939–40    | Providence Reds             | IAHL       | 1   | 0   | 0   | 0   | 0   | —  | —  | — | —  | —  |
| 1940–41    | Providence Reds             | AHL        | 1   | 0   | 0   | 0   | 0   | —  | —  | — | —  | —  |
| 1941–42    | Providence Reds             | AHL        | 2   | 0   | 1   | 1   | 0   | —  | —  | — | —  | —  |
| 1942–43    | Providence Reds             | AHL        | 3   | 1   | 1   | 2   | 4   | —  | —  | — | —  | —  |
| NHL totalt | NHL totalt                  | NHL totalt | 473 | 158 | 144 | 302 | 444 | 46 | 15 | 3 | 18 | 50 |